# Appignano
Appignano é uma comuna italiana da região dos Marche, província de Macerata, com cerca de 3.906 habitantes. Estende-se por uma área de 22 km², tendo uma densidade populacional de 178 hab/km². Faz fronteira com Cingoli, Filottrano (AN), Macerata, Montecassiano, Montefano, Treia.

## Demografia
| Variação demográfica do município entre 1861 e 2011                               |
|                                                                                   |
| Fonte: Istituto Nazionale di Statistica (ISTAT) - Elaboração gráfica da Wikipedia |